# Lolliguncula
Genre
Lolliguncula est un genre de petits calmars de l'est du Pacifique et de l'ouest de l'Atlantique (longueur maximale du manteau 120 mm).

## Liste des espèces
Selon Catalogue of Life (12 janvier 2025) :
- Lolliguncula argus Brakoniecki & Roper, 1985
- Lolliguncula brevis (Blainville, 1823)
- Lolliguncula diomedeae (Hoyle, 1904)
- Lolliguncula panamensis S. S. Berry, 1911

## Liste des sous-genres
- Lolliguncula (Loliolopsis) Berry, 1929
- Lolliguncula (Lolliguncula) Steenstrup, 1881